# Cerberiopsis
Cerberiopsis là chi thực vật có hoa trong họ Apocynaceae.

## Hình ảnh

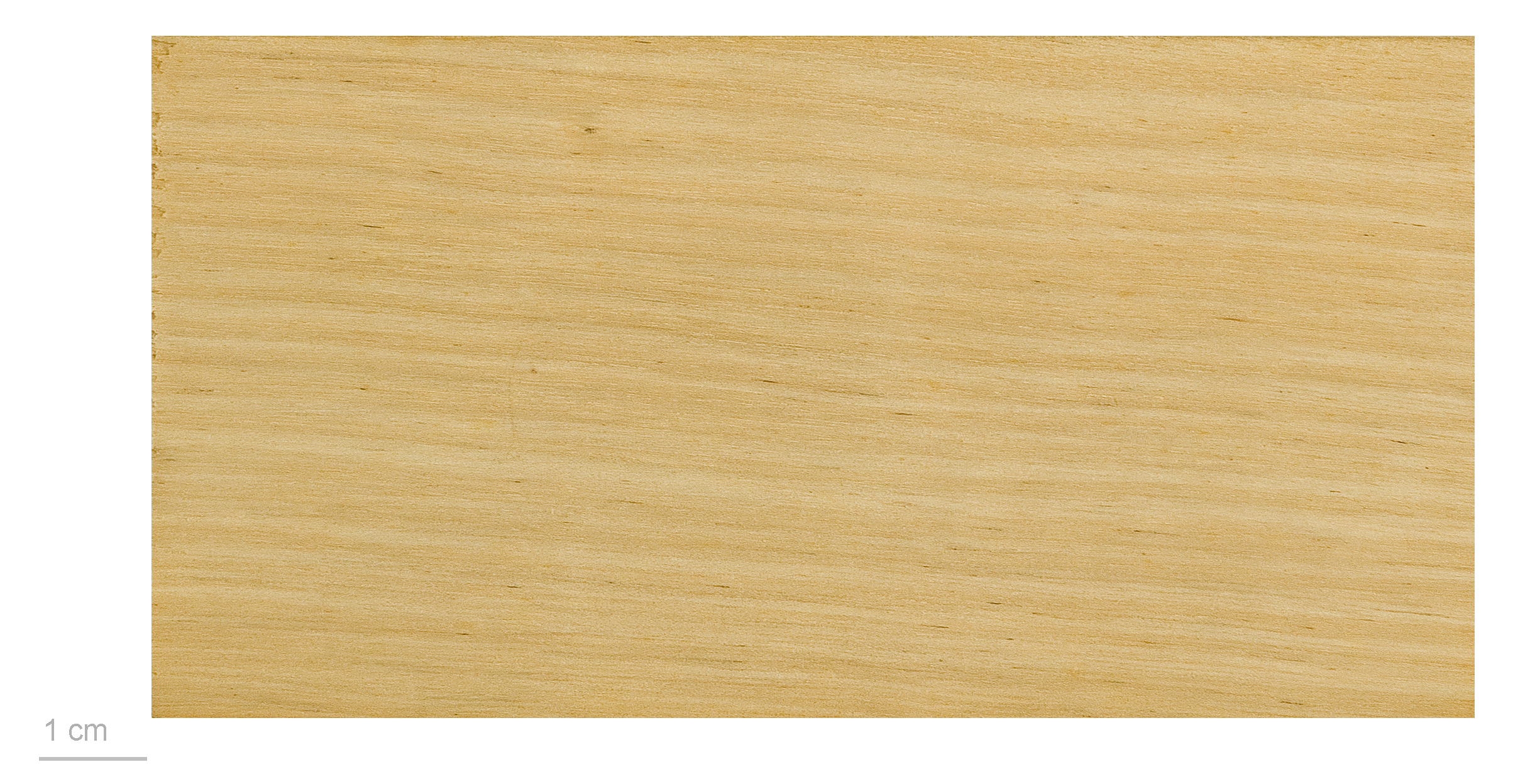